# Денина, Карло

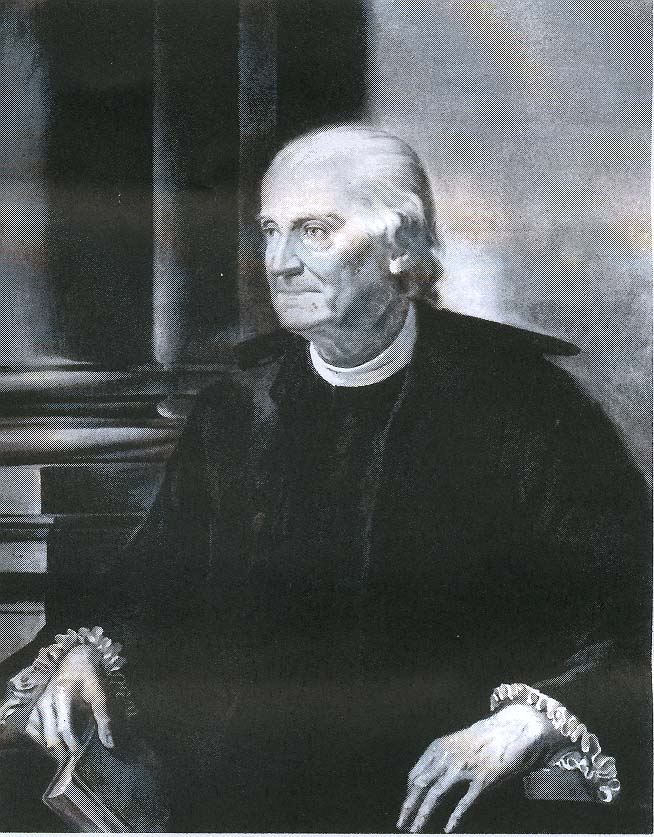

Карло Джованни Мария Денина (фр. Carlo Giovanni Maria Denina; 1731, Ревелло — 5 декабря 1813, Париж) — итальянский историк, с 1804 года до самой смерти императорский библиотекарь в Париже.

## Биография
Получил образование в Салуццо и Турине. В 1753 г. назначен профессором гуманитарных наук в Пинероло, но скоро лишился кафедры, возбудив против себя иезуитов своей комедией, поставленной его учениками. Получил кафедру риторики, греческого языка и итальянской литературы в Турине; но потерял и её за сочинение «Dell’ impiego delle persone», направленное против духовенства.
Приглашённый Фридрихом Великим в Берлин, стал членом тамошней академии наук, потом каноником в Варшаве, наконец императорским библиотекарем в Париже (1804), где он и умер.

## Издания
- Многочисленные сочинения о Древней Греции, о Пруссии и Фридрихом Великом, о Германии, включая[1]:
  - «Опыт о жизни и царствовании Фридриха II-го, короля Прусского, служащий вместо предисловия к изданию его посмертных сочинений» (Берлин, 1788)
  - «Delle revoluzioni d’Italia» (1769—70);
  - «Storia dell’ Italia occidentale» (1809—10);
- «Russiada» (Б., 1799—1800), воспевающая Петра Великого.

Книга «Опыт о жизни и царствовании Фридриха II-го» была поднесена 1 марта 1789 года Екатерине II её статс-секретарём Храповицким, и императрица оставила многочисленные замечания на полях книги, которые Храповицкий переписал и сохранил в своих бумагах, впоследствии подаренных его наследниками московскому Румянцовскому музею. Предположительно, книга побудила Екатерину к составлению её собственных записок.

### Переводы на русский
- М. Вышеславцев, «Ответ на вопрос: чем мы одолжены Испании?» (Москва, 1786)[3].